# Vîșneve, Bobrovîțea
Vîșneve (în ucraineană Вишневе) este un sat în orașul raional Bobrovîțea din regiunea Cernihiv, Ucraina.

## Demografie
Componența lingvistică a localității Vîșneve
     Ucraineană (98,78%)
     Rusă (1,22%)
Conform recensământului din 2001, majoritatea populației localității Vîșneve era vorbitoare de ucraineană (98,78%), existând în minoritate și vorbitori de rusă (1,22%).